# Irish flute

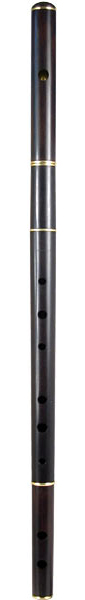
Irish Flute senza chiavi

L’Irish flute è un flauto traverso in legno, correntemente usato nella musica britannica e irlandese.
L'Irish flute (irlandese: fliúít Gaelach) è anche chiamato "Scottish Flute" (in Scozia) o timber flute.

## Costruzione
I flauti traversi utilizzati nella musica celtica odierna, derivano, da un piccolo numero di modelli di flauti inglesi della prima metà del XIX° secolo. I primi modelli di cui si hanno testimonianze furono costruiti da militari inglesi di stanza in Irlanda; da qui la denominazione "Irish flute" che non indica una esclusiva appartenenza dello strumento all'Irlanda: si tratta dunque di un termine generico per riferirsi allo strumento ed in particolar modo alla sua versione priva di chiavi. I più famosi sono il Rudall & Rose (in particolare i modelli a grandi fori costruiti negli anni 1830-1840). Alcuni musicisti preferiscono il Pratten perfected, sviluppato nel 1860 dall'inglese Robert Sidney Pratten in collaborazione con vari fabbricanti: Boosey, Hawkes o Hudson.
Questi flauti, generalmente in re, hanno la particolarità, rispetto ai loro coetanei del resto d'Europa, di avere fori più grandi, che in genere non consentono alterazioni "in forchetta". Questa disposizione, messa a punto dal virtuoso Inglese Charles Nicholson, dà loro un suono potente e leggermente roco, quando viene spinto. Questi flauti antichi, nella stragrande maggioranza, hanno 8 tasti per suonare le note alterate e riuscire a scendere fino al do basso.
Per realizzare le 5 alterazioni  (re#, fa, sol#, la#, do) un flauto a sistema semplice, deve infatti avere almeno quattro tasti (il do è realizzabile con una diteggiatura a forchetta). Per questioni di comodità, alcuni tasti vengono duplicati, il che può portare a 6 o 7 il numero di tasti. Inoltre, essi possono avere un gruppo di chiavi aggiuntivo che permettono di scendere al di sotto del re, fino al si grave per certi modelli inglesi più avanzati.
Il legno impiegato è generalmente, il Brya ebenus, o ebano della Giamaica, ma è possibile trovare anche degli esemplari in Ebano africano o in bosso. Le chiavi sono generalmente in argento, raramente in alpacca per i modelli più economici.

## Tecnica
I musicisti odierni, generalmente suonano strumenti d'epoca o copie di tali strumenti, con o senza chiavi. Il flauto senza chiavi, dà naturalmente un'estensione che permette di suonare in tutti i modi, comunemente usati nella musica da ballo irlandese. Quindi le chiavi, nei flauti antichi, non sono indispensabili, ed alcuni musicisti, come l'irlandese Seamus Tansey, hanno rimosso la meccanica, e tappato i fori corrispondenti, nei loro Rudall & Rose.
La diteggiatura dell'irish flute è molto simile a quella del low whistle o del fiffaro, ed i suonatori di Irish flute cominciano generalmente imparando uno di questi strumenti.
Tra i suonatori di Irish flute più conosciuti, possiamo citare Matt Molloy (The Chieftains, The Bothy Band), i virtuosi inglesi Michael McGoldrick e Kevin Crawford dei (Lúnasa).